# Рутенізм
Рутені́зм (łac. ruthenus «руський»), русинське запозичення — слово, словосполучення, синтаксична конструкція, запозичена в інші мови з давньоруської або руської мови (латинською мовою — рутенської) або створена за її зразком. Цей термін вживається переважно щодо запозичень з української мови, тобто українізмів.

## Рутенізми у польській мові
Історія проникнення рутенізмів у польську мову
Вплив української лексики та фонетики на польські слова розпочинається у середні віки, особливо в XIV—XV ст., що було зумовлене територіальною суміжністю українських і польських земель, культурними контактами між польським та українським народами і перебуванням частини українських земель у складі польської держави. Після укладення Люблінської унії та входження більшості українських земель до Королівства Польського кількість запозичень з української мови суттєво збільшилась. З другої половини XVI ст. у польську мову увійшли українські слова sioło (замість ст.-пол. siodło), hołota (ст.-пол. gołota), czereśnia, czeremcha, bohatyr, czerep тощо, а деякі важкі для вимови польські звуки замінилися українськими: звужений é перейшов в і (після твердих приголосних — в у), ó — в u, á — в a (chlib, grzych, wóz, ptak).
Збагаченню польської мови рутенізмами сприяли Богдан Залеський та Юліуш Словацький, які у своїх творах вживали українські слова: ataman, bajdurzyć, bandura, burzany, czajki, hoŜe mołodyce, kurhany, pohulać, porohy, przyhołubić, wyhodować, а також східні запозичення (через українську мову): ataman, czumak, hajdamaka, kindŜał, orda тощо. У XVII ст. українські запозичення стали невіддільною ознакою мови багатьох польських письменників, що дослідник С.Грабець, пояснює їхнім переконанням у більш давньому походженні руської (української) мови, ніж польської. Серед письменників, що сприяли поширенню рутенізмів, дослідники називають представників української школи у польській літературі: Б. Залеського, Ю. Словацького, Т. Єжа, А. Мальчевського, С. Гощинського, М. Чайковського, М. Грабовського та ін.. Часто вони використовували українські слова як емоційно забарвлені одиниці або для глибшого розкриття української теми.
У другій половині XVIII — протягом ХХ ст. запозичення українських лексичних елементів у польську літературну мову відбувалося усним (говірки, т. зв. кресовий діалект), та писемним (мова художньої літератури) шляхом. Активізація політичних та економічних стосунків між Україною та Польщею на сучасному етапі сприяють подальшому запозиченню українських елементів у польську мову.
Чисельність та групи рутенізмів у польській мові
Дослідниця Г.Вишневська налічує близько 400 лексичних запозичень з української мови та виділяє наступні лексико-семантичні групи: назви осіб і груп людей, приміщень і будівель, назви одягу, тканин, страв, назви предметів домашнього господарства, транспорту, назви грошових одиниць, рослин, тварин, атмосферні назви тощо. При цьому у назвах осіб, явищ природи, релігійні назви частіше використовувались власне рутенізми (45 % запозичених слів), а у назвах одягу, страв, зброї переважають орієнталізми — слова, які були запозичені зі східних мов через українське посередництво під час війни з турками й татарами (55 %).
Дослідниця Н. Совтис встановила, що серед 300 українських лексичних елементів, які функціонують у сучасній польській мові, 54 % було запозичено у ХVІ–ХVІІ ст., а 46 % — у ХVІІІ–XIX ст.. Для українських лексичних елементів характерний антропоцентризм: переважну більшість становлять конкретні назви (99 %) з тематичним центром «людина», а також з діяльністю, пов'язаною з нею.
На думку дослідниці І.Кононенко, кількість українізмів в сучасній польській мові менша за цифру, подану Н.Совтис, оскільки остання описує чимало регіональних, застарілих одиниць, що не увійшли до сучасних словників польської мов. Відповідно, різні словники польської мови фіксують різну кількість українізмів: 127 — у «Словнику польської мови» за ред. М. Шимчака та у «Словнику іншомовних слів», 168 — в «Універсальному словнику польської мови» за ред. С. Дубіша. І.Кононенко пояснює розходження у цифрах різними підходами до походження тих чи інших слів польської мови.
Запозичені українські слова в польській мові
Приклади рутенізмів: wiedźma — відьма, chata — хата, hramota — грамота, grechka (hreczka) — гречка, bohater — герой, богатир, buhaj — бугай, czereda — череда, komysz — комиш (очерет), dereń — дерен (рослина), kniaź — князь, portki — портки (штани), bobak — бабак, ataman — атаман, pop — піп (православний священник), proskura — проскура (прісний хліб, що використовується під час причастя в церкві), czajka — чайка, horodyszcze — городище (поселення), kobza — кобза, nahajka — нагайка, oczeret — очерет, prowodyr — поводир, szarawary — шаравари, wataha — ватага, bandura — бандура.
Згідно з висновками дослідниці Н. Совтис, залежно від часу фіксації у польських писемних пам'ятках запозичення поділяються на такі, що засвідчені:
- у ХV ст.: ataman, derka, dubas, huba, knia, mikina, pop, proskura, rohatyna, waach;
- у ХVІ ст.: baskak, bohater, braha, burzan, chata, futor, czajka, duha, haas, haastra, hoobla, horodyszcze, hospodyn, hramota, hreczka, hultaj, kobza, kurchan, kure, nahajka, oczeret, prowodyr, sahajdak, szarawary, wataha та ін.;
- у ХVІІ ст.: asau, bajdak, bandura, berkut, bobak, buhaj, buczuk, burka, chystek, czereda, hoota, houbiec, hoysz, hoy, hula, hulajgrd, kompaczyk, komysz, oszak, maa, mierzyn, moodyca, nadwery, opryszek, petyhorzec, pohany, poroh, semen, soboda, toumbas, upir, wiedma та ін.;
- у ХVІІІ ст.: ajer, baabuch, bereka, choodziec, czupurny, derkacz, duha, dua si, hajdamaka, haaburda, kaprawy, korowaj, korowd, kuternoga, oseedec, pohaniec, prysiud, sadyba, sicz, step, wesele тощо;
- у XIX ст.: bajdykowa, bakun, baabajka, baagua, baraban, basztan, bezhoowie, bodiak, boryka si, bundz, buszowa, chandra, chmyz, czerep, czumak, czupurzy si, czwani si, hajdawery, halawa, harata, hlak, houbi, hopak, joop, kaczan, kaamuci, katran, koba, koromyso, kucja/kutia, kupaa, mereka, oczajdusza, tabun, wataka, orowa та ін.